# Aculeata
Infra-ordre
Super-familles de rang inférieur
- Apoidea (les guêpes apoïdes et les abeilles)
- †Bethylonymoidea
- Chrysidoidea (autres guêpes)
- Vespoidea (autres guêpes et les fourmis)

Les aculéates (Aculeata) sont un infra-ordre d'insectes hyménoptères du sous-ordre des apocrites.
Comme les autres apocrites, ils sont caractérisés par un net étranglement entre le thorax et l'abdomen. Les femelles aculéates possèdent un aiguillon abdominal, communément appelé dard (il est secondairement atrophié chez certaines espèces de fourmis).

## Classification
Cet infra-ordre est monophylétique. Les aculéates forment un ensemble d'espèces réparti en quatre superfamilles :
- la super-famille Apoidea - les guêpes apoïdes et les abeilles :
  - (Spheciformes - les guêpes apoïdes :)
    - Ampulicidae Shuckard, 1840 - les guêpes à blattes
    - Crabronidae Latreille, 1802 – la famille paraphylétique dont sont issues les abeilles
    - Heterogynaidae Nagy, 1969
    - Sphecidae Latreille, 1802 – les guêpes fouisseuses

  - (Anthophila - les abeilles:)
    - Apidae Latreille, 1802 - abeilles « vraies » ou « abeilles sociales »
    - Andrenidae Latreille, 1802 - abeilles des sables
    - Colletidae Lepeletier, 1841 - abeilles à face jaune ou abeilles plâtrières.
    - Halictidae Thomson, 1869 - abeilles de la sueur.
    - Megachilidae Latreille, 1802 - abeilles découpeuse
    - Melittidae Michener, 2000 - famille de l'abeille à culotte
    - Stenotritidae Michener, 2000
- la super-famille fossile †Bethylonymoidea
  - †Bethylonymidae
- la super-famille Chrysidoidea:
  - Bethylidae ;
  - Chrysididae - « guêpe coucou » ;
  - Dryinidae ;
  - Embolemidae ;
  - Plumariidae ;
  - Sclerogibbidae ;
  - Scolebythidae ;
- la super-famille des vespoïdes (Vespoidea) - 8 familles de guêpes et fourmis :
  - Bradynobaenidae ;
  - †Falsiformicidae ;
  - Formicidae - la plupart des fourmis communes ;
  - Mutillidae - fourmi de velours ;
  - Pompilidae - « guêpe à araignées » ;
  - Rhopalosomatidae ;
  - Sapygidae ;
  - Scoliidae ;
  - Sierolomorphidae ;
  - Tiphiidae ;
  - Vespidae - la plupart des guêpes communes : guêpe à papier, guêpe potière, vespe, frelons, guêpe à pollen, « veste jaune ».

## Phylogénie
Phylogénie des hyménoptères aculéates d'après Johnson et al. (2013) :
|  | Masarinae (sous-famille de Vespidae) |
|  |                                      |
|  | Rhopalosomatidae                     |
|  |                                      |

|  | Pompilidae |
|  |            |
|  | Tiphiidae  |
|  |            |

|  | Scolioidea                                                                                          |
|  | |
|  | \| \| Apoidea (guêpes apoïdes avec les abeilles) \| \| \| \| \| \| Formicidae (fourmis) \| \| \| \| |
|  | |
|  | Apoidea (guêpes apoïdes avec les abeilles)                                                          |
|  | |
|  | Formicidae (fourmis)                                                                                |
|  | |

|  | Apoidea (guêpes apoïdes avec les abeilles) |
|  |                                            |
|  | Formicidae (fourmis)                       |
|  |                                            |

|  | Pompilidae |
|  |            |
|  | Tiphiidae  |
|  |            |

|  | Scolioidea                                                                                          |
|  | |
|  | \| \| Apoidea (guêpes apoïdes avec les abeilles) \| \| \| \| \| \| Formicidae (fourmis) \| \| \| \| |
|  | |
|  | Apoidea (guêpes apoïdes avec les abeilles)                                                          |
|  | |
|  | Formicidae (fourmis)                                                                                |
|  | |

|  | Apoidea (guêpes apoïdes avec les abeilles) |
|  |                                            |
|  | Formicidae (fourmis)                       |
|  |                                            |

|  | Masarinae (sous-famille de Vespidae) |
|  |                                      |
|  | Rhopalosomatidae                     |
|  |                                      |

|  | Pompilidae |
|  |            |
|  | Tiphiidae  |
|  |            |

|  | Scolioidea                                                                                          |
|  | |
|  | \| \| Apoidea (guêpes apoïdes avec les abeilles) \| \| \| \| \| \| Formicidae (fourmis) \| \| \| \| |
|  | |
|  | Apoidea (guêpes apoïdes avec les abeilles)                                                          |
|  | |
|  | Formicidae (fourmis)                                                                                |
|  | |

|  | Apoidea (guêpes apoïdes avec les abeilles) |
|  |                                            |
|  | Formicidae (fourmis)                       |
|  |                                            |

|  | Pompilidae |
|  |            |
|  | Tiphiidae  |
|  |            |

|  | Scolioidea                                                                                          |
|  | |
|  | \| \| Apoidea (guêpes apoïdes avec les abeilles) \| \| \| \| \| \| Formicidae (fourmis) \| \| \| \| |
|  | |
|  | Apoidea (guêpes apoïdes avec les abeilles)                                                          |
|  | |
|  | Formicidae (fourmis)                                                                                |
|  | |

|  | Apoidea (guêpes apoïdes avec les abeilles) |
|  |                                            |
|  | Formicidae (fourmis)                       |
|  |                                            |

|  | Masarinae (sous-famille de Vespidae) |
|  |                                      |
|  | Rhopalosomatidae                     |
|  |                                      |

|  | Pompilidae |
|  |            |
|  | Tiphiidae  |
|  |            |

|  | Scolioidea                                                                                          |
|  | |
|  | \| \| Apoidea (guêpes apoïdes avec les abeilles) \| \| \| \| \| \| Formicidae (fourmis) \| \| \| \| |
|  | |
|  | Apoidea (guêpes apoïdes avec les abeilles)                                                          |
|  | |
|  | Formicidae (fourmis)                                                                                |
|  | |

|  | Apoidea (guêpes apoïdes avec les abeilles) |
|  |                                            |
|  | Formicidae (fourmis)                       |
|  |                                            |

|  | Pompilidae |
|  |            |
|  | Tiphiidae  |
|  |            |

|  | Scolioidea                                                                                          |
|  | |
|  | \| \| Apoidea (guêpes apoïdes avec les abeilles) \| \| \| \| \| \| Formicidae (fourmis) \| \| \| \| |
|  | |
|  | Apoidea (guêpes apoïdes avec les abeilles)                                                          |
|  | |
|  | Formicidae (fourmis)                                                                                |
|  | |

|  | Apoidea (guêpes apoïdes avec les abeilles) |
|  |                                            |
|  | Formicidae (fourmis)                       |
|  |                                            |

|  | Masarinae (sous-famille de Vespidae) |
|  |                                      |
|  | Rhopalosomatidae                     |
|  |                                      |

|  | Pompilidae |
|  |            |
|  | Tiphiidae  |
|  |            |

|  | Scolioidea                                                                                          |
|  | |
|  | \| \| Apoidea (guêpes apoïdes avec les abeilles) \| \| \| \| \| \| Formicidae (fourmis) \| \| \| \| |
|  | |
|  | Apoidea (guêpes apoïdes avec les abeilles)                                                          |
|  | |
|  | Formicidae (fourmis)                                                                                |
|  | |

|  | Apoidea (guêpes apoïdes avec les abeilles) |
|  |                                            |
|  | Formicidae (fourmis)                       |
|  |                                            |

|  | Pompilidae |
|  |            |
|  | Tiphiidae  |
|  |            |

|  | Scolioidea                                                                                          |
|  | |
|  | \| \| Apoidea (guêpes apoïdes avec les abeilles) \| \| \| \| \| \| Formicidae (fourmis) \| \| \| \| |
|  | |
|  | Apoidea (guêpes apoïdes avec les abeilles)                                                          |
|  | |
|  | Formicidae (fourmis)                                                                                |
|  | |

|  | Apoidea (guêpes apoïdes avec les abeilles) |
|  |                                            |
|  | Formicidae (fourmis)                       |
|  |                                            |

## Services écosystémiques
Les guêpes aculéates rendent de nombreux services écosystémiques. Leur importance n’a pas encore été mesurée du fait de leur mauvaise réputation et du manque d’études à leur sujet.

### Pollinisation
Environ 164 espèces de plantes sont connues pour dépendre exclusivement de guêpes aculéates pour leur pollinisation. C’est notamment le cas pour 84 espèces d’orchidées, dont les uniques pollinisatrices sont des guêpes de la famille des Thynnidae. Certaines orchidées attirent les mâles d’une espèce en libérant les phéromones sexuelles que relâchent les femelles et en imitant leur apparence. Pensant s’accoupler avec une femelle, le mâle récupère le pollen de la plante et le transmet à la prochaine. Ce mécanisme se doit donc d’être très spécifique entre l’espèce d’orchidée et l’espèce de guêpe pour éviter toute hybridation entre orchidées. D’autres stratégies de pollinisation existent chez ces plantes. Epipactis helleborine et Epipactis purpurata attirent les individus des espèces Vespula germanica et Vespula vulgaris en libérant des composés volatils qui ressemblent à ceux émis lorsque la plante se fait attaquer par des insectes phytophages. Les guêpes étant des prédateurs de ces insectes, elles sont attirées par la plante et récoltent le pollen en cherchant leurs proies.

### Propriétés thérapeutiques
Le venin des guêpes est composé d’un assemblage de molécules dont certaines présentent des propriétés antimicrobiennes. Par exemple, Polydim-I est un peptide extrait du venin de Polybia dimorpha qui entraîne une réduction de l’activité de Mycobacterium abscessus, bactérie responsable d’infections pulmonaires.
Les sécrétions larvaires peuvent aussi jouer un rôle dans la lutte contre les bactéries. Les larves de Ampulex compressa sécrètent une substance s’attaquant à Serratia marcescens, une bactérie opportuniste qui entraîne notamment des infections de plaies et infections urinaires. Les sécrétions antimicrobiennes des larves de Polistes dominula luttent quant à elles contre Bacillus subtilis et Escherichia coli.
Toutes ces molécules ne représentent que des pistes de recherche pour une potentielle utilisation à des fins biomédicales. 